# Авидја
Авидја (санскрит: अविद्य avidyā - незнање) или авиђђа (пали: avijjā) је појам индијске филозофије који означава незнање, заблуду.
То је темељни појам сваке индијске филозофије, али у сваком поједином случају има посебно значење. Има широку примену у разним системима индијске филозофије, хиндуизму и у будизму.
У разним школама индијске филозофије се сматра да из света привида не избављају дела, већ сазнање, те је незнање главна препрека избављењу (мокша).

## Етимологија
Поред санскритског појма авидја (неувид, невид), за незнање се такође користи и реч ађнана (ajnana), супротност од ђнана, што дословно значи незнање.

## Незнање у индијској филозофији
Незнање се у индијској филозофији односи првенствено на илузију одвојености. Концепција упанишада, коју је оживела веданта, стављала је морал испод ослобађајућег сазнања: поседовање истине је изнад добра и зла. Нагласак није био на греху, већ на незнању, ајнана. Незнање је, по речима Абхинавагупте, двојако: урођено, јер сама наша индивидуалност помрачује врховну интелигенцију, и ментално, појачано нашим посебним, људским заблудама.
У веданти се незнањем назива неувиђање јединства себе и универзалног бића (атман = брахман). Авидја је заправо доживљај привидног света који нам илузија о парцијалности бића намеће уместо истине о свеобухватном бићу.
Увиђајући ирационалну природу незнања, индијска филозофија тражи одговарајућа средства остварења истине ради „ослобођења“ (мокша). Незнању се супротставља право знање на потпуно другом нивоу, те на место нижег знања застртог привидом (маја) омогућује више знање које доноси спас. Окончање незнања је по правилу могуће једино помоћу знања у вишем смислу.

## Незнање у будизму
Незнање је, монаси, претходница неповољних стања ума, а за њим следе одсуство стида и зазора од чињења лоших дела.— Сидарта Гаутама
Незнање се у будизму сматра извором свега рђавог, што као застором прекрива виђење, спречавајући човека да распозна истинску природу ствари.
Немогуће је то, монаси, не може бити, да онај ко поседује исправно разумевање лиши живота своју мајку. Такав случај није могућ. Али је могуће, монаси, да неук човек лиши живота своју мајку.— Сидарта Гаутама
Буда је учио да незнање стоји у основи свих рђавих дела и свеукупне патње, и због тога је прва карика у ланцу условног настајања. Жудња и мржња се налазе укорењени у незнању и везани су за незнање које је најпостојаније од ова три корена зла. Иначе, незнање је човеку прирођено и зато је тако тешко решити га се и — пре свега — уопште га уочити.
Човек вођен погрешним разумевањем, шта год да телом, говором или мишљу предузме, све намере, тежње и одлуке, сви његови изрази воље воде до онога што је неповољно, непријатно, непривлачно, штетно, болно. А зашто? Зато што је његово разумевање лоше. Исто као кад се семе горког краставца положи у влажну земљу, све материје које упије из тла доприносе његовој горчини, киселости, безукусности. А зашто? Зато што је семе лоше.— Сидарта Гаутама
Незнање се састоји у придавању сопствености и битности пролазним појавама. Када се оно превазиђе спознајним увидом, нађемо се пред голом чињеницом непостојаности и безличности појавности. За суштину те појавности се каже да је ништа, празно (шуњата).